# Ангельн
А́нгельн (нем. Angeln, дат. Angel, лат. Anglia) — полуостров в восточной части Ютландии, ограниченный  Фленсбургским фьордом на севере и фьордом Шлей на юге. Расположен на территории Германии, входит в район Шлезвиг-Фленсбург федеральной земли Шлезвиг-Гольштейн.
Историческая родина германского племени англов, мигрировавшего в V веке на остров Великобританию; заселённая ими местность впоследствии получила название «Англия».

## География
В топографическом отношении Ангельн состоит из холмистого ландшафта (морена, являющаяся результатом последнего ледникового периода), среди которой расположены небольшие буковые леса и извилистые дороги.

## История
После исхода англов, приглашённых правителем бриттов для борьбы против теснивших его пиктов в обмен на земельные владения, прибалтийский Ангельн пришёл в запустение. На рубеже VI и VII веков здесь начали селиться скандинавы (юты и даны), о присутствии которых сегодня свидетельствуют многочисленные названия населённых пунктов. Впоследствии в Ангельне стал распространяться нижненемецкий язык, окончательно вытеснивший датские диалекты к 1800 году.

## Экономика
В Ангельне доминирует сельское хозяйство. Существует несколько пород свиней и коров, названных в честь этой местности.
- Типичный приморский пейзаж
- Одно из многочисленных ледниковых озёр
- Герб Ангельна